# Lanthanaphalara mira
Lanthanaphalara mira är en insektsart som beskrevs av Leonard D. Tuthill 1959. Lanthanaphalara mira ingår i släktet Lanthanaphalara och familjen rundbladloppor. Inga underarter finns listade i Catalogue of Life.